# Дачная амнистия
Дачная амнистия — условное название Федерального закона Российской Федерации от 30.06.2006 № 93-ФЗ «О внесении изменений в некоторые законодательные акты Российской Федерации по вопросу оформления в упрощенном порядке прав граждан на отдельные объекты недвижимого имущества», вступившего в силу 1 сентября 2006 года.
Закон установил упрощённый порядок приватизации земельных участков, находящихся в личном пользовании, включая приусадебные дома и хозяйственные строения, а также продлил сроки бесплатной приватизации муниципального жилья до 1 марта 2010 года (этот срок  продлён до 1 марта 2031 года). После этой даты владельцам недвижимости в обязательном порядке следует оплатить оформление градостроительного плана своего земельного участка у выбранного кадастрового инженера.
Эксперты отмечают, что квартиры и загородные дома, бесплатно приватизированные россиянами по дачной амнистии, поспособствовали тому, что граждане России «чаще европейцев являются собственниками сразу нескольких объектов недвижимости» — 32,3 % российских домохозяйств владеют дополнительной недвижимостью помимо основного жилья.